# Хафізулла Амін
Хафізулла Амін (1 серпня 1929 , Пагман, Королівство Афганістан  — 27 грудня 1979 , Тадж-Бек, Демократична Республіка Афганістан ) — президент Афганістану (вересень—грудень 1979) до радянського вторгнення, вбитий інтервентами.
Упродовж 104 днів свого правління Амін проводив політику пуштунізації країни та зближення із Пакистаном і США[джерело не вказане 4747 днів].

## Ранні роки життя
Хафізулла Амін народився в пуштунській родині в Пагмані. Закінчивши Кабульський університет, він продовжив навчання в Колумбійському університеті в США.. Після повернення до Афганістану працював учителем. Незабаром він приєднався до лав Народної демократичної партії Афганістану (НДПА) і став одним із активних членів марксистської фракції Хальк.
Амін очолив революцію 1978 року, яка змістила Мохаммеда Дауд Хана. Після вбивства Дауда НДПА захопила владу і президентом став Нур Мухаммед Таракі, а Хафізулла Амін та Бабрак Кармаль отримали пости заступників прем'єр-міністра. Спроба провести марксистсько-ленінські реформи призвела до опору й заворушень.
В лютому 1979 року був убитий посол США Адольф Дабс. Фракція Хальк стала брати гору над фракцією Парчам і Кармаля вислали в Європу. В березні Амін отримав посаду прем'єр-міністра, хоча Таракі ще зберігав за собою інші посади. Проте сум'яття продовжувалося і режим був змушений прохати допомоги в Радянського Союзу. На зустрічі Таракі з Леонідом Брежнєвим було досягнуто рішення усунути Аміна від влади.

## Захоплення влади
Повернувшись у Кабул, Таракі попросив Аміна зустрітися з ним, на що той погодився при умові гарантій безпеки з боку радянського посла Олександра Пузанова. Коли Амін прибув до президентського палацу, зав'язалася перестрілка. Амін повернувся неушкодженим, а потім знову приїхав до палацу зі своїми прибічниками, й за допомогою охоронців палацу схопив Таракі.
14 вересня 1979 Амін взяв уряд під контроль. Через кілька днів було оголошено, що Таракі помер від хвороби, якої саме не повідомлялося.

## Правління
Правління Таракі відзначалося жорстокими чистками. Радянські джерела повідомляли, що приблизно 500 членів НДПА розпрощалися з життям[джерело не вказане 4747 днів]. Для придушення заворушень Амін склав список із 18 тис. осіб, яких стратили за участь у змові з метою вбивства Таракі.
Амін не був популярним. Він не забарився нажити собі численних ворогів — родичів страчених. Всі члени НДПА жили під страхом за своє життя. В цей період чимало афганців втекли до Ірану й Пакистану й почали організовувати рух проти атеїстичного режиму невірних, що захопив владу при підтримці СРСР. Пізніше, після радянського вторгнення західні джерела оголосили ці групи борцями за свободу.
В середині листопада 1979 року Амін розпочав широку військову кампанію проти Саїда Карама в провінції Пактія. Наступ був успішним, було знищено понад 1000 бійців опору, їхні родичі та прибічники змушені були втікати до Пакистану. Села, що допомагали заколотникам, зникли з лиця Землі.
Амін робив спроби змінити режим, який чимало афганців вважали антиісламським, обіцяючи більше релігійних свобод, згадуючи ім'я Аллаха в своїх промовах, і оголосивши про те, що революція була цілком і повністю здійснена на принципах ісламу. Проте афганці звинувачували Аміна в жорстких заходах, а Радянський Союз, збентежений долею своїх немалих капіталовкладень в Афганістані, збільшив кількість радників.

## Смерть
Амін також почав шукати міжнародної підтримки в Пакистані та США[джерело не вказане 4747 днів], нехтуючи порадами з Москви[джерело не вказане 4747 днів]. Врешті-решт компартійне керівництво Радянського Союзу не стерпіло такої незалежної політики[джерело не вказане 4747 днів] і 27 грудня 1979 здійснив вторгнення, під час якого силами спецпідрозділів КДБ СРСР Аміна вбито в своєму палаці. Разом з Аміном загинули всі члени його сім'ї, разом із жінками й дітьми, а також усі присутні на той момент у палаці урядовці. Розстрілу в палаці передувала спроба отруїти Аміна на бенкеті за день до цього таємними агентами КДБ у складі президентської прислуги — кухарів.

## Виноски
1. 1 2  Encyclopædia Britannica
2. ↑  Andrei Zagorski. Lessons from Soviet Experiences of Socialist Modernisation in Afghanistan (1978–89)//AFGHANISTAN:MISSION IMPOSSIBLE? /ESF WORKING PAPER NO. 25 APRIL 2007. — P. 14—22 (PDF). Архів оригіналу (PDF) за 12 грудня 2021. Процитовано 12 грудня 2021.
3. ↑  OLEG KALUGIN. How We Invaded Afghanistan. Архів оригіналу за 6 липня 2013. Процитовано 9 квітня 2010.
4. ↑  Ed 2002 43rd, Taylor & Francis Group. The Europa World Year Book 2003. Google Books. Архів оригіналу за 29 червня 2019. Процитовано 23 березня 2009.
5. ↑  https://bintel.org.ua/uncategorized/afhanistan_na_porozi_velykykh_zmin/